# EpGuides
EpGuides es un sitio web dedicado a programas de radio y televisión en inglés. Establecido en 1995 como The Episode Guides Page, originalmente ofreció guías de episodios compiladas por fanáticos para cientos de series de Estados Unidos y Reino Unido. En 1999, el nombre del sitio se cambió a EpGuides y se movió a un nombre de dominio separado.
Fue recomendado por el historiador de televisión Tim Brooks y Earle Marsh en la séptima edición de su libro, The Complete Directory to Prime Time Network and Cable TV Shows 1946 – Present, y nuevamente recomendado en la octava edición publicada en 2003.
EpGuides ha sido citado como fuente de información en publicaciones como Library Currents, The Rough Guide to The Internet, Internet Cool Guide: A Savvy Guide to the Hottest Web Sites, Information Literacy: Navigating and Evaluating Today's Media, Television Women from Lucy to Friends: Fifty Years of Sitcoms and Feminism, Prehistoric Humans in Film and Television, y Queer TV: Framing Sexualities on US Television.